# Léopold Eyharts
Léopold Eyharts (Biarritz, 28 de abril de 1957) é um astronauta da Agência Espacial Europeia e brigadeiro-general da força aérea francesa, condecorado com a Legião de Honra pelo governo de seu país e veterano participante de tripulações do ônibus espacial da NASA e das naves Soyuz da Agência Espacial Russa.
Entrou para a Academia da Força Aérea francesa em 1977 aos 20 anos, formando-se como engenheiro aeronáutico em 1979 e como piloto de esquadrão de caças de combate Jaguar em 1980, ficando baseado no interior da França. Em 1988, Eyhartz foi qualificado como piloto de testes e voou vários anos em diversos tipos de aeronaves civis e militares, como o Mirage 2000, Mirage III e Caravelle, testando principalmente novos tipos de radares e equipamentos de bordo, acumulando um total de 3500 horas de voo em 40 tipos diferentes de aeronaves.
Em 1990 ele foi selecionado como astronauta pelo Centro Nacional de Estudos Espaciais (CNES) da França e escalado para apoiar o projeto Hermes, programa francês que visava criar um pequeno lançador espacial para a Agência Espacial Europeia (ESA), nos moldes dos ônibus espaciais da NASA. Ele se tornou um dos principais pilotos de testes do programa de voos suborbitais parabólicos do Centro, destinado a criar um laboratório em microgravidade para a comunidade científica, dentro de uma aeronave Caravelle. Em 1994 foi o piloto de testes da aeronave que substituiu os Caravelles, o Airbus A300, que se tornou operacional no ano seguinte.
Em 1992, Wyharts participou e foi aprovado na segunda seleção para astronautas promovida pela ESA e tomou parte da avaliação feita pela agência europeia sobre o Buran, o ônibus espacial soviético, em Moscou, onde treinou em simuladores de voo do lançador espacial e participou do programa espacial russo treinando na Cidade das Estrelas, em 1993. Em janeiro de 1994, serviu como astronauta-reserva da tripulação da missão conjunta franco-russa Cassiopeia, ocorrida em agosto de 1996.
Como tripulante da missão científica espacial Pégase, realizou seu primeiro voo espacial em fevereiro de 1998 à estação russa Mir, a bordo da nave Soyuz TM-27, onde durante três semanas de permanência na estação fez diversas experiências na área da pesquisa médica, neurociência, biologia e tecnologia.
Em agosto de 1998, Wyhartz foi enviado pela ESA para treinamento no Centro Espacial Lyndon Johnson, da NASA, em Houston, Texas. Como integrante da classe de astronautas espaciais de 1998, ele participou do treinamento de candidatos a astronauta, que incluía reuniões, palestras científicas e técnicas, instrução intensiva sobre os sistemas dos ônibus espaciais e da ISS, treinamento psicológico e aprendizado de técnicas de sobrevivência no mar e na selva. Serviu em funções técnicas na agência norte-americana até ser escalado para um voo orbital.
Em 7 de fevereiro de 2008, Léopold Eyharts foi ao espaço pela segunda vez, desta vez a bordo da nave Atlantis, onde se juntou por cerca de um mês à Expedição 16, então ocupante da ISS, onde ajudou na instalação e configuração do módulo-laboratório europeu Columbus, regressando à Terra em março do mesmo ano.